# チャムド市
チャムド市（チャムドし）は中華人民共和国のチベット自治区に位置する地級市のひとつ。自治区の東部、カム地方の西部を占める。
チベット名チャムド・サクル (chab mdo sa khul)。「チャプ(chab)」は「水(敬語)」を、「ド(mdo)」は「合流地点」を意味し、中国名はチベット名を音写したもの。日本では、チベット語に基づく「チャムド」のほか、漢字表記からの重訳である「チャンドゥ」等の表記がみられる。中国名「昌都」の音読みは「しょうと」。
四川省のカンゼ・チベット族自治州、雲南省デチェン・チベット族自治州とともに、チベットの伝統的な地方区分カム地方を構成し、その住人を「カムパ（khams pa, 康巴）」と称する。

## 地理
チベット自治区東部、メコン川とサルウィン川上流地帯に位置する。南はミャンマーと国境を接し、南東は雲南省デチェン州、東は四川省カンゼ・チベット族自治州、北は青海省玉樹チベット族自治州と接する。

## 歴史
唐にはこの地域に女性を崇拝し、女王を頂く東女国があり、唐と通交したが、やがて吐蕃によりチベットに統合された。吐蕃の崩壊後、この地に割拠した小国の主たちは、個別に中国王朝と交通したが、13世紀、モンゴル帝国朝、チベットの全域が、吐蕃として一括され、サキャ派の長が長官を務める宣政院を通じ、勢力の大小に応じ、万戸、千戸等の、地方官、軍事指揮官の称号を受け、各地に設けられた「万戸府」、「千戸府」等の機関の長官と位置づけられた（土司）。この地区を含むカム地方、アムド地方を覆う「機関」としては、「吐蕃等処宣慰使司」、「吐蕃等路宣慰使司」「朶甘思宣慰司都元帥府」がある。
明朝は、14世紀後半、チベット各地の諸侯に衛所の軍事指揮官の称号を与え（土司制、衛所制）、チベットを二分するという位置づけの2衛を設置（西南部に「烏思蔵衛」、東北部に「朶甘思衛」）、所領の大小に応じて、指揮使司2、宣慰使2、元帥府1、招討司1、万戸府13、千戸所4などの長官職の称号があたえられた。さらに14世紀には主立った教団政権のトップが明より称号を受け、あわせて「三大法王、五大教王」と呼ばれた。以上のような枠組みにおいて、この地区は「朶甘思衛」に属し、この時期、チベット仏教サキャ派の支派ゴル派が興隆し、カムに浸透した。
16世紀には、この地区に、麗江に本拠をおくジャン王の勢力がのびたが、17世紀半ば、グシ・ハン王朝がチベット征服に乗り出した際、その支配下に入った。18世紀、雍正のチベット分割によりカム地方が三分された際、「ダライラマに賞給」されて、以後「西蔵」の一部分として位置づけられることとなった。
1905年、四川総督趙爾豊は、四川軍を率いて当方からチベットに侵攻、名目的に四川省に属していたカム地方東部の諸侯たちや、ラサを本拠とするガンデンポタンなどを次々と破り、1911年、ラサに入城した。趙はガンデンポタンやその他のチベット人の小政権をすべて取り潰し、チベットを中国に併合しようと計画、ラサ東方の100キロほどに位置するギャンダ（太昭）に新たな境界を設定、この地までの、チャムド地区をはじめとするカム地方西部と、カム地方東部を合わせた領域に西康省を、ギャンダ以西に「西蔵省」を設置する準備にとりかかった。しかし同年10月辛亥革命が勃発、趙は本拠の四川省成都に戻ったところを革命派に殺害された。
中国政府はこの地を川辺特別区に組み込み、将来発足させる西康省の領域として確保しようとしたが、チベットの統合と独立国家としての国際承認を目指すガンデンポタンはカム地方の全域を奪還の標的としてしばしば出兵、1918年、チャムド地区に相当する地域の確保に成功した。
1950年、人民解放軍が進駐し、チベット軍と衝突が起きている（チャムドの戦い）。

## 行政区画
1市轄区・10県を管轄する。
- カルプ区（mkhar ro chus、カルプ・チュス、卡若区）　面積10,652平方キロ、人口9万。区人民政府は城関鎮に所在。
- ジョムダ県（'jo mda rdzong、ジョムダ・ゾン、江達県）　面積13,200平方キロ、人口7万。県人民政府は江達鎮に所在。
- ゴンジョ県（go 'jo rdzong、ゴンジョ・ゾン、貢覚県）　面積6,256平方キロ、人口4万。県人民政府は莫洛鎮に所在。
- リウォチェ県（ri bo che rdzong、リウォチェ・ゾン、類烏斉県）　面積5,879平方キロ、人口4万。県人民政府は桑多鎮に所在。
- テンチェン県（steng chen rdzong、テンチェン・ゾン、丁青県）　面積12,955平方キロ、人口6万。県人民政府は丁青鎮に所在。
- ダクヤプ県（brag g-yab rdzong、ダクヤプ・ゾン、察雅県）　面積8,413平方キロ、人口5万。県人民政府は煙多鎮に所在。
- パシュー県（dpa' shod rdzong、パシュー・ゾン、八宿県）　面積12,564平方キロ、人口4万。県人民政府は白瑪鎮に所在。
- ゾガン県（mdzo sgang rdzong、ゾガン・ゾン、左貢県）　面積11,726平方キロ、人口4万。県人民政府は旺達鎮に所在。
- マルカム県（smar khams rdzong、マルカム・ゾン、芒康県）　面積11,431平方キロ、人口7万。県人民政府は嘎托鎮に所在。
- ロロン県（lho rong rdzong、ロロン・ゾン、洛隆県）　面積8,184平方キロ、人口4万。県人民政府は孜托鎮に所在。
- ペンバル県（dpal 'bar rdzong、ペンバル・ゾン、辺壩県）　面積8,894平方キロ、人口3万。県人民政府は草卡鎮に所在。

| チャムド市の地図 |
| --- |
| カルプ区 ジョムダ県 ゴンジョ県 リウォチェ県 テンチェン県 ダクヤプ県 パシュー県 ゾガン県 マルカム県 ロロン県 ペンバル県 |

### 年表
この節の出典

#### 西康省チャムド地区
- 1950年10月23日 - 中華人民共和国西康省チャムド地区が成立。チャムドゾン・ダクヤプゾン・ガンカゾン・ツァカロゾン・サゲンゾン・ゴンジョゾン・ゾガンゾン・パシューゾン・サンチュゾン・バンバルゾン・ロロンゾン・ショバントゾン・リウォチェゾン・ジョムダゾン・デンコゾン・テンチェンゾン・セルツァゾン・チドゾン・ポデゾン・ポメゾン・ポトゥクゾン・ラトクゾン・ゲドゥンゾンが発足。(23ゾン)
- 1951年1月1日 - 西康省の分割により、チベット地方チャムド地区となる。

#### チベット地方チャムド地区(1951年-1955年)
- 1952年 (15ゾン)
  - バンバルゾン・テンチェンゾン・セルツァゾン・チドゾン・ゲドゥンゾンがチャムド地区第一弁事処に編入。
  - ポデゾン・ポメゾン・ポトゥクゾンがチャムド地区第二弁事処に編入。
  - デンコ・ゾンがデンコクヌプマ・ゾンに改称。
- 1955年3月9日 - チャムド地区がチャムド弁事処に改称。

#### チャムド地区第一弁事処
- 1952年 - チャムド地区バンバルゾン・テンチェンゾン・セルツァゾン・チドゾン・ゲドゥンゾンを編入。チャムド地区第一弁事処が成立。(5ゾン)
- 1954年 (10ゾン)
  - ゲドゥン・ゾンがサデン・ゾンに改称。
  - テンチェン・ゾンの一部が分立し、バチェンゾン・ニェンロンゾン・ソクゾンが発足。
  - バンバル・ゾンの一部が分立し、ビルゾン・ラリゾンが発足。
- 1955年3月9日 - テンチェンゾン・セルツァゾン・チドゾン・バンバルゾン・サデンゾン・バチェンゾン・ニェンロンゾン・ビルゾン・ソクゾン・ラリゾンがチャムド弁事処に編入。

#### チャムド地区第二弁事処
- 1952年 - チャムド地区ポデゾン・ポメゾン・ポトゥクゾンを編入。チャムド地区第二弁事処が成立。(3ゾン)
- 1954年 (3ゾン)
  - ポデ・ゾンがチョムド・ゾンに改称。
  - ポメ・ゾンがイオン・ゾンに改称。
  - ポトゥク・ゾンがスト・ゾンに改称。
- 1955年3月9日 - チョムドゾン・イオンゾン・ストゾンがチャムド弁事処に編入。

#### チャムド弁事処
- 1955年3月9日 - チャムド地区がチャムド弁事処に改称。(28ゾン)
  - チャムド地区第一弁事処テンチェンゾン・セルツァゾン・チドゾン・バンバルゾン・サデンゾン・バチェンゾン・ニェンロンゾン・ビルゾン・ソクゾン・ラリゾン、チャムド地区第二弁事処チョムドゾン・イオンゾン・ストゾンを編入。
- 1959年4月 (3県21ゾン)
  - チャムドゾン・ラトクゾンが合併し、チャムド県が発足。
  - ジョムダゾン・デンコクヌプマゾンが合併し、ジョムダ県が発足。
  - テンチェンゾン・セルツァゾン・チドゾンが合併し、テンチェン県が発足。
- 1959年4月30日 - ゾガン・ゾンが県制施行し、ゾガン県となる。(4県20ゾン)
- 1959年5月 - パシュー・ゾンが県制施行し、パシュー県となる。(5県19ゾン)
- 1959年7月 (9県15ゾン)
  - ダクヤプ・ゾンが県制施行し、ダクヤプ県となる。
  - ガンカ・ゾンが県制施行し、寧静県となる。
  - ツァカロ・ゾンが県制施行し、ツァカロ(塩井)県となる。
  - ラリ・ゾンが県制施行し、ラリ県となる。
- 1959年7月5日 - バチェン・ゾンが県制施行し、バチェン県となる。 (10県14ゾン)
- 1959年9月 - ビル・ゾンが県制施行し、ビル県となる。 (11県13ゾン)
- 1959年10月1日 - ゴンジョゾン・サゲンゾンが合併し、ゴンジョ県が発足。(12県11ゾン)
- 1959年11月30日 - ロロンゾン・ショバントゾンが合併し、ロロン県が発足。(13県9ゾン)
- 1959年12月 - ストゾン・イオンゾン・チョムドゾンが合併し、ポメ県が発足。(14県6ゾン)
- 1960年1月7日 
  - チャムド県・ジョムダ県・ゴンジョ県・寧静県・ロロン県・テンチェン県・ダクヤプ県・パシュー県・ゾガン県・ツァカロ県・ペンバルゾン・サデンゾン・サンチュゾン・リウォチェゾンがチャムド専区に編入。
  - ラリ県・ポメ県がニンティ専区に編入。
  - ビル県・バチェン県・ソクゾン・ニェンロンゾンがナクチュ専区に編入。

#### チベット地方チャムド専区(1960年-1965年)
- 1960年1月7日 - チャムド弁事処チャムド県・ジョムダ県・ゴンジョ県・寧静県・ロロン県・テンチェン県・ダクヤプ県・パシュー県・ゾガン県・ツァカロ県・ペンバルゾン・サデンゾン・サンチュゾン・リウォチェゾンを編入。チャムド専区が成立。(10県4ゾン)
- 1960年1月 (12県1ゾン)
  - ペンバルゾン・サデンゾンが合併し、ペンバル県が発足。
  - リウォチェ・ゾンが県制施行し、リウォチェ県となる。
- 1960年4月 (12県)
  - 寧静県・ツァカロ県が合併し、寧静県が発足。
  - サンチュ・ゾンが県制施行し、サンチュ(桑昂曲)県となる。
- 1964年7月27日 - ニンティ専区ポメ県を編入。(13県)
- 1965年8月23日 - チベット自治区の成立により、チベット自治区チャムド専区となる。

#### チベット自治区チャムド地区
- 1965年11月3日 - 寧静県がマルカム県に改称。(13県)
- 1966年2月1日 - サンチュ県がザユル県に改称。(13県)
- 1970年11月20日 - チャムド専区がチャムド地区に改称。(13県)
- 1983年10月8日 (15県)
  - ポメ県・ザユル県がニンティ地区に編入。
  - マルカム県の一部が分立し、ツァカロ(塩井)県が発足。
  - ゾガン県の一部がニンティ地区ザユル県の一部と合併し、ピュトク(碧土)県が発足。
  - チャムド県・ダクヤプ県・ジョムダ県の各一部が合併し、トバ(妥壩)県が発足。
  - チャムド県・ジョムダ県の各一部が合併し、シンダ(生達)県が発足。
  - パシュー県の一部がニンティ地区ポメ県に編入。
- 1999年9月21日 (11県)
  - ツァカロ県がマルカム県に編入。
  - ピュトク県がゾガン県、ニンティ地区ザユル県に分割編入。
  - トバ県がチャムド県・ダクヤプ県・ジョムダ県に分割編入。
  - シンダ県がチャムド県・ジョムダ県に分割編入。
- 2014年10月20日 - チャムド地区が地級市のチャムド市に昇格。

#### チャムド市
- 2014年10月20日 - チャムド地区が地級市のチャムド市に昇格。(1区10県)
  - チャムド県が区制施行し、カルプ区となる。

## 交通

### 航空
- チャムド・バンダ空港

### 道路
- 国道
  - G214国道
  - G317国道
  - G318国道